# Ale Zahaw
Ale Zahaw (hebr.: עלי זהב) – wieś położona w samorządzie regionu Szomeron, w Dystrykcie Judei i Samarii, w Izraelu.
Leży w zachodniej części Samarii.

## Historia
Osada została założona w 1983 przez grupę religijnych żydowskich osadników.